# Tafraout El Mouloud
Tafraout El Mouloud (en àrab تفراوت المولود, Tafrāwt al-Mūlūd; en amazic ⵜⴰⴼⵔⴰⵡⵜ ⵏ ⵍⵎⵓⵍⵓⴷ) és una comuna rural de la província de Tiznit, a la regió de Souss-Massa, al Marroc. Segons el cens de 2014 tenia una població total de 3.200 persones.